# Tour of Britain 2023
19. ročník etapového cyklistického závodu Tour of Britain se konal mezi 3. a 10. září 2023 ve Spojeném království. Celkovým vítězem se stal Belgičan Wout van Aert z týmu Team Jumbo–Visma. Na druhém a třetím místě se umístili Nor Tobias Halland Johannessen (Uno-X Pro Cycling Team) a Australan Damien Howson (Q36.5 Pro Cycling Team). Závod byl součástí UCI ProSeries 2023 na úrovni 2.Pro.

## Týmy
Závodu se zúčastnilo 5 z 18 UCI WorldTeamů, 6 UCI ProTeamů, 4 UCI Continental týmy a britský národní tým. Všechny týmy nastoupily na start s šesti závodníky, závod tak odstartovalo 96 jezdců. Do cíle v Caerphilly dojelo 75 z nich.
UCI WorldTeamy
- Bora–Hansgrohe
- Ineos Grenadiers
- Movistar Team
- Team dsm–firmenich
- Team Jumbo–Visma

UCI ProTeamy
- Bolton Equities Black Spoke
- Bingoal WB
- Equipo Kern Pharma
- Q36.5 Pro Cycling Team
- Team Flanders–Baloise
- Uno-X Pro Cycling Team

UCI Continental týmy
- Global 6 Cycling
- Saint Piran
- TDT–Unibet Cycling Team
- Trinity Racing

Národní týmy
- Spojené království

## Trasa a etapy
| Etapa         | Datum         | Trasa                             | Vzdálenost | Typ       | Typ            | Vítěz                  |
| ------------- | ------------- | --------------------------------- | ---------- | --------- | -------------- | ---------------------- |
| 1             | 3. září       | Altrincham – Manchester           | 163,6 km   |           | Zvlněná etapa  | Olav Kooij (NED)       |
| 2             | 4. září       | Wrexham – Wrexham                 | 109,9 km   |           | Rovinatá etapa | Olav Kooij (NED)       |
| 3             | 5. září       | Goole – Beverley                  | 154,7 km   |           | Rovinatá etapa | Olav Kooij (NED)       |
| 4             | 6. září       | Sherwood Forest – Newark-on-Trent | 166,6 km   |           | Rovinatá etapa | Olav Kooij (NED)       |
| 5             | 7. září       | Felixstowe – Felixstowe           | 192,4 km   |           | Rovinatá etapa | Wout van Aert (BEL)    |
| 6             | 8. září       | Southend-on-Sea – Harlow          | 146,2 km   |           | Rovinatá etapa | Danny van Poppel (NED) |
| 7             | 9. září       | Tewkesbury – Gloucester           | 170,9 km   |           | Zvlněná etapa  | Rasmus Tiller (NOR)    |
| 8             | 10. září      | Margam Country Park – Caerphilly  | 166,8 km   |           | Zvlněná etapa  | Carlos Rodríguez (ESP) |
| Celková délka | Celková délka | Celková délka                     | 1271,1 km  | 1271,1 km | 1271,1 km      | 1271,1 km              |

## Průběžné pořadí
| Etapa          | Vítěz            | Celkové pořadí | Bodovací soutěž | Vrchařská soutěž | Soutěž mladých jezdců | Soutěž týmů            | Cena bojovnosti  |
| -------------- | ---------------- | -------------- | --------------- | ---------------- | --------------------- | ---------------------- | ---------------- |
| 1              | Olav Kooij       | Olav Kooij     | Olav Kooij      | James Fouché     | Olav Kooij            | Uno-X Pro Cycling Team | Harry Tanfield   |
| 2              | Olav Kooij       | Olav Kooij     | Olav Kooij      | James Fouché     | Olav Kooij            | Bora–Hansgrohe         | Abram Stockman   |
| 3              | Olav Kooij       | Olav Kooij     | Olav Kooij      | James Fouché     | Olav Kooij            | Uno-X Pro Cycling Team | Nícolas Sessler  |
| 4              | Olav Kooij       | Olav Kooij     | Olav Kooij      | James Fouché     | Olav Kooij            | Uno-X Pro Cycling Team | Harry Tanfield   |
| 5              | Wout van Aert    | Wout van Aert  | Olav Kooij      | James Fouché     | Olav Kooij            | Uno-X Pro Cycling Team | Wout van Aert    |
| 6              | Danny van Poppel | Wout van Aert  | Olav Kooij      | James Fouché     | Olav Kooij            | Uno-X Pro Cycling Team | Abram Stockman   |
| 7              | Rasmus Tiller    | Wout van Aert  | Olav Kooij      | James Fouché     | Magnus Sheffield      | Uno-X Pro Cycling Team | Ben Turner       |
| 8              | Carlos Rodríguez | Wout van Aert  | Olav Kooij      | James Fouché     | Magnus Sheffield      | Q36.5 Pro Cycling Team | Stephen Williams |
| Konečné pořadí | Konečné pořadí   | Wout van Aert  | Olav Kooij      | James Fouché     | Magnus Sheffield      | Q36.5 Pro Cycling Team | Abram Stockman   |

- V etapách 2 a 3 nosil Wout van Aert, jenž byl druhý v bodovací soutěži, zelený dres, protože lídr této klasifikace Olav Kooij nosil modrý dres lídra celkového pořadí.
- V etapách 2 a 3 nosil Stian Fredheim, jenž byl druhý v soutěži mladých jezdců, bílý dres, protože lídr této klasifikace Olav Kooij nosil modrý dres lídra celkového pořadí.
- V etapách 4 a 5 nosil Danny van Poppel, jenž byl druhý v bodovací soutěži, zelený dres, protože lídr této klasifikace Olav Kooij nosil modrý dres lídra celkového pořadí.
- V etapách 4 a 5 nosil Casper van Uden, jenž byl druhý v soutěži mladých jezdců, bílý dres, protože lídr této klasifikace Olav Kooij nosil modrý dres lídra celkového pořadí.
- V etapách 6 a 7 nosil Casper van Uden, jenž byl druhý v soutěži mladých jezdců, bílý dres, protože lídr této klasifikace Olav Kooij nosil zelený dres lídra bodovací soutěže.

## Konečné pořadí
| Legenda | Legenda                          | Legenda | Legenda                               |
| ------- | -------------------------------- | ------- | ------------------------------------- |
|         | Označuje lídra celkového pořadí  |         | Označuje lídra bodovací soutěže       |
|         | Označuje lídra vrchařské soutěže |         | Označuje lídra soutěže mladých jezdců |

### Celkové pořadí
| Pořadí | Jezdec                           | Tým                    | Čas         |
| ------ | -------------------------------- | ---------------------- | ----------- |
| 1      | Wout van Aert (BEL)              | Team Jumbo–Visma       | 28h 43' 57" |
| 2      | Tobias Halland Johannessen (NOR) | Uno-X Pro Cycling Team | + 3"        |
| 3      | Damien Howson (AUS)              | Q36.5 Pro Cycling Team | + 3"        |
| 4      | Magnus Sheffield (USA)           | Ineos Grenadiers       | + 3"        |
| 5      | Mark Donovan (GBR)               | Q36.5 Pro Cycling Team | + 23"       |
| 6      | Zeb Kyffin (GBR)                 | Saint Piran            | + 23"       |
| 7      | Gregor Mühlberger (AUT)          | Movistar Team          | + 23"       |
| 8      | Kamiel Bonneu (BEL)              | Team Flanders–Baloise  | + 23"       |
| 9      | Nils Politt (GER)                | Bora–Hansgrohe         | + 28"       |
| 10     | Carlos Rodríguez (ESP)           | Ineos Grenadiers       | + 28"       |

### Bodovací soutěž
| Pořadí | Jezdec                 | Tým                         | Body |
| ------ | ---------------------- | --------------------------- | ---- |
| 1      | Olav Kooij (NED)       | Team Jumbo–Visma            | 108  |
| 2      | Danny van Poppel (NED) | Bora–Hansgrohe              | 94   |
| 3      | Wout van Aert (BEL)    | Team Jumbo–Visma            | 79   |
| 4      | Ethan Vernon (GBR)     | Spojené království          | 71   |
| 5      | Abram Stockman (BEL)   | TDT–Unibet Cycling Team     | 47   |
| 6      | Casper van Uden (NED)  | Team dsm–firmenich          | 37   |
| 7      | Rasmus Tiller (NOR)    | Uno-X Pro Cycling Team      | 31   |
| 8      | Carlos Rodríguez (ESP) | Ineos Grenadiers            | 25   |
| 9      | Damien Howson (AUS)    | Q36.5 Pro Cycling Team      | 18   |
| 10     | James Fouché (NZL)     | Bolton Equities Black Spoke | 15   |

### Vrchařská soutěž
| Pořadí | Jezdec                           | Tým                         | Body |
| ------ | -------------------------------- | --------------------------- | ---- |
| 1      | James Fouché (NZL)               | Bolton Equities Black Spoke | 49   |
| 2      | Carlos Rodríguez (ESP)           | Ineos Grenadiers            | 30   |
| 3      | Mark Donovan (GBR)               | Q36.5 Pro Cycling Team      | 28   |
| 4      | Wout van Aert (BEL)              | Team Jumbo–Visma            | 26   |
| 5      | Magnus Sheffield (USA)           | Ineos Grenadiers            | 25   |
| 6      | Abram Stockman (BEL)             | TDT–Unibet Cycling Team     | 22   |
| 7      | Stephen Williams (GBR)           | Spojené království          | 18   |
| 8      | Zeb Kyffin (GBR)                 | Saint Piran                 | 17   |
| 9      | Jack Rootkin-Gray (GBR)          | Saint Piran                 | 15   |
| 10     | Tobias Halland Johannessen (NOR) | Uno-X Pro Cycling Team      | 15   |

### Soutěž mladých jezdců
| Pořadí | Jezdec                  | Tým                | Čas         |
| ------ | ----------------------- | ------------------ | ----------- |
| 1      | Magnus Sheffield (USA)  | Ineos Grenadiers   | 28h 44' 00" |
| 2      | Carlos Rodríguez (ESP)  | Ineos Grenadiers   | + 25"       |
| 3      | Igor Arrieta (ESP)      | Equipo Kern Pharma | + 1' 27"    |
| 4      | Paul Magnier (FRA)      | Trinity Racing     | + 1' 48"    |
| 5      | Casper van Uden (NED)   | Team dsm–firmenich | + 5' 19"    |
| 6      | Robert Donaldson (GBR)  | Trinity Racing     | + 7' 06"    |
| 7      | Jack Rootkin-Gray (GBR) | Saint Piran        | + 7' 06"    |
| 8      | Luke Lamperti (USA)     | Trinity Racing     | + 9' 44"    |
| 9      | Olav Kooij (NED)        | Team Jumbo–Visma   | + 13' 54"   |
| 10     | Evan Russell (CAN)      | Global 6 Cycling   | + 14' 20"   |

### Soutěž týmů
| Pořadí | Tým                    | Čas         |
| ------ | ---------------------- | ----------- |
| 1      | Q36.5 Pro Cycling Team | 86h 14' 29" |
| 2      | Uno-X Pro Cycling Team | + 7"        |
| 3      | Equipo Kern Pharma     | + 1' 21"    |
| 4      | Ineos Grenadiers       | + 2' 03"    |
| 5      | Bingoal WB             | + 8' 01"    |
| 6      | Trinity Racing         | + 9' 38"    |
| 7      | Bora–Hansgrohe         | + 11' 21"   |
| 8      | Global 6 Cycling       | + 11' 43"   |
| 9      | Saint Piran            | + 12' 03"   |
| 10     | Team Flanders–Baloise  | + 12' 03"   |